# Fred Lake

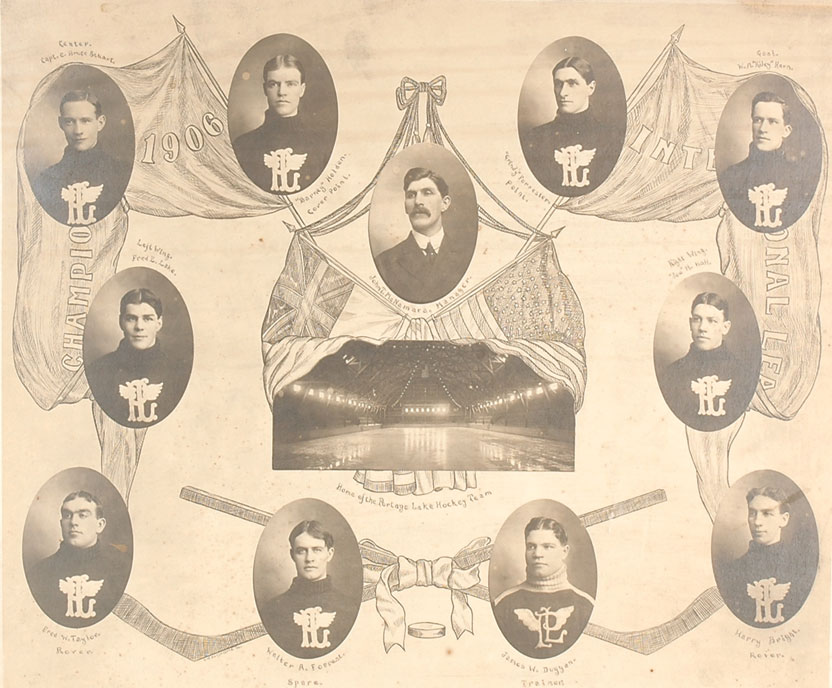
Fred Lake, till vänster i mellanraden, med Portage Lakes Hockey Club säsongen 1905–06.

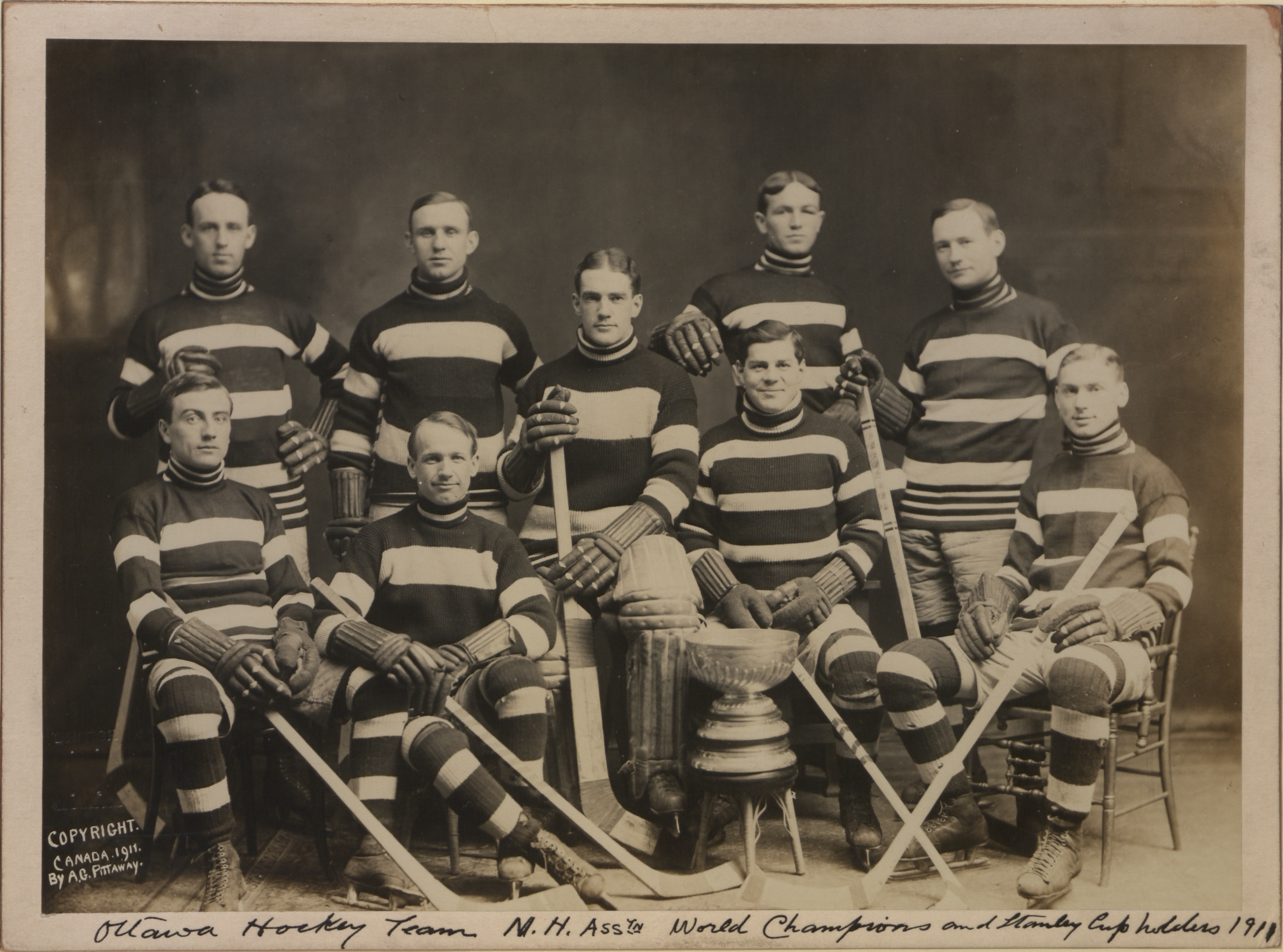
Fred Lake, tvåa från höger i främre raden, med Ottawa Senators och Stanley Cup 1911.

Frederick Edgar Lake, född 13 februari 1883 i Moosomin, Saskatchewan, död 1 december 1937 i Ottawa, var en kanadensisk professionell ishockeyspelare.

## Karriär
Fred Lake inledde sin professionella ishockeykarriär med Pittsburgh Keystones i Western Pennsylvania Hockey League säsongen 1902–03. Han spelade dessutom två matcher för Portage Lakes Hockey Club i Houghton, Michigan, samma säsong. 1903–04 spelade Lake utanför seriesystemet för Michigan Soo Indians från Sault Ste. Marie.
Säsongen 1904–05 startade den nya helprofessionella ligan International Professional Hockey League och Lake återvände till Houghton för att spela för Portage Lakes Hockey Club. Han stannade i klubben i tre säsonger tills ligan lades ner efter säsongen 1906–07 och var med om att vinna två ligatitlar med Portage Lakes, 1905–06 och 1906–07.
Säsongen 1907–08 spelade Lake för Winnipeg Strathconas och Winnipeg Maple Leafs i MPHL. Med Maple Leafs var han i mars 1908 med om att utmana Montreal Wanderers i ett dubbelmöte om Stanley Cup. Lake gjorde själv två mål men Maple Leafs förlorade båda matcherna med siffrorna 11-5 och 9-3.

### Ottawa Senators
Lake inledde säsongen 1908–09 i WPHL med Pittsburgh Professionals men efter endast tre matcher flyttade han vidare till Eastern Canada Hockey Association och Ottawa Senators. Klubbytet skulle visa sig sportsligt lyckosamt då han 1909 var med och hjälpte Senators vinna Stanley Cup som mästare i ECHA. I januari 1910 försvarade Senators Stanley Cup mot utmanarlagen Galt Professionals och Edmonton Eskimos i varsina dubbelmöten, men i mars samma år tog Montreal Wanderers över pokalen efter att ha vunnit National Hockey Association. 1911 var Lake med om att vinna ytterligare en Stanley Cup med Senators efter det att klubben besegrat utmanarlagen från Galt och Port Arthur med siffrorna 7-4 och 14-4.
Lake spelade för Senators fram till och med säsongen 1914–15 med ett mellanår i Toronto Ontarios säsongen 1913–14.

## Statistik
MPHL = Manitoba Professional Hockey League, Trä. = Träningsmatcher, ECHA = Eastern Canada Hockey Association
| 1902–03            | Pittsburgh Keystones      | WPHL               | 5  | 1  | 1 | 2  | 4  | –  | – | – | – | –  |
|                    | Portage Lakes Hockey Club | Trä.               | 2  | 8  | 0 | 8  | –  | –  | – | – | – | –  |
| 1903–04            | Michigan Soo Indians      | Trä.               | 20 | 27 | 0 | 27 | –  | –  | – | – | – | –  |
| 1904–05            | Portage Lakes Hockey Club | IPHL               | 24 | 14 | 0 | 14 | 16 | –  | – | – | – | –  |
| 1905–06            | Portage Lakes Hockey Club | IPHL               | 20 | 25 | 0 | 25 | 13 | –  | – | – | – | –  |
| 1906–07            | Portage Lakes Hockey Club | IPHL               | 23 | 27 | 6 | 33 | 40 | –  | – | – | – | –  |
| 1907–08            | Winnipeg Strathconas      | MPHL               | 14 | 23 | 0 | 23 | –  | –  | – | – | – | –  |
|                    | Winnipeg Maple Leafs      | MPHL               | 1  | 0  | 0 | 0  | 0  | –  | – | – | – | –  |
|                    | Winnipeg Maple Leafs      | Stanley Cup        | –  | –  | – | –  | –  | 2  | 2 | 0 | 2 | 5  |
| 1908–09            | Pittsburgh Professionals  | WPHL               | 3  | 3  | 0 | 3  | –  | –  | – | – | – | –  |
|                    | Ottawa Senators           | ECHA               | 12 | 6  | 0 | 6  | 33 | —  | – | – | — | –  |
|                    | Ottawa Senators           | Stanley Cup        | –  | –  | – | –  | –  | 2  | 0 | 0 | 0 | 5  |
| 1909–10            | Ottawa Senators           | CHA                | 2  | 3  | 0 | 3  | 4  | –  | – | – | – | –  |
| 1910               |                           | NHA                | 11 | 6  | 0 | 6  | 18 | –  | – | – | – | –  |
|                    |                           | Stanley Cup        | –  | –  | – | –  | –  | 4  | 2 | 0 | 2 | 0  |
| 1910–11            | Ottawa Senators           | NHA                | 16 | 5  | 0 | 5  | 12 | –  | – | – | – | –  |
|                    |                           | Stanley Cup        | –  | –  | – | –  | –  | 2  | 1 | 0 | 1 | 0  |
| 1911–12            | Ottawa Senators           | NHA                | 18 | 7  | 0 | 7  | 0  | –  | — | — | – | –  |
| 1912–13            | Ottawa Senators           | NHA                | 13 | 4  | 0 | 4  | 13 | –  | — | — | – | –  |
| 1913–14            | Toronto Ontarios          | NHA                | 20 | 4  | 4 | 8  | 23 | –  | — | — | – | –  |
| 1914–15            | Ottawa Senators           | NHA                | 2  | 0  | 0 | 0  | 0  | –  | — | — | – | –  |
| IPHL totalt        | IPHL totalt               | IPHL totalt        | 67 | 66 | 6 | 72 | 69 | –  | – | – | – | –  |
| NHA totalt         | NHA totalt                | NHA totalt         | 80 | 26 | 4 | 30 | 66 | –  | – | – | – | –  |
| Stanley Cup totalt | Stanley Cup totalt        | Stanley Cup totalt | –  | –  | – | –  | –  | 10 | 5 | 0 | 5 | 10 |

## Meriter
- Stanley Cup – 1909, 1911
- IPHL First All-Star Team – 1905–06, 1906–97